# Rivetina asiatica
Rivetina asiatica es una especie de mantis de la familia Mantidae.

## Distribución geográfica
Se encuentra en Turquía.